# Emil von Kessel
Emil Friedrich Moritz von Kessel (* 21. März 1804 in Potsdam; † 8. November 1870 ebenda) war ein preußischer Generalmajor.

## Leben

### Herkunft
Emil war ein Sohn des preußischen Generalleutnants Gustav von Kessel (1760–1827) und dessen Ehefrau Angelika, geborene Schock (1778–1857). Der spätere preußische General der Infanterie Bernhard von Kessel (1817–1882) war sein jüngerer Bruder.

### Militärlaufbahn
Kessel besuchte das Berliner Kadettenhaus und wurde am 13. Oktober 1822 als Sekondeleutnant dem Kaiser Alexander Grenadier-Regiment der Preußischen Armee überwiesen. Bereits zwei Wochen später folgte seine Versetzung in das 1. Garde-Regiment zu Fuß. Hier stieg er bis Mitte April 1844 zum Hauptmann und Chef der 9. Kompanie auf. Mit dieser Einheit beteiligte sich Kessel im März 1848 an der Niederschlagung der Barrikadenkämpfe in der Hauptstadt, bevor er vom 9. Mai 1848 bis zum 6. September 1850 als Chef die Leibkompanie kommandierte. Anschließend wurde er mit der Beförderung zum Major in den Stab des 10. Infanterie-Regiments nach Breslau versetzt. Mitte Oktober 1856 avancierte er zum Oberstleutnant und wurde am 4. Dezember 1856 Kommandeur des I. Bataillons im 18. Landwehr-Regiment in Posen. Unter Stellung à la suite des 1. Garde-Regiments zu Fuß ernannte man Kessel am 18. Januar 1859 zum Kommandanten der Festung Weichselmünde und Neufahrwasser. In gleicher Eigenschaft kam er vier Monate später nach Cosel und erhielt am 18. Oktober 1861 den Charakter als Oberst. Unter Verleihung des Patents zu diesem Dienstgrad wurde Kessel am 15. April 1862 zum Kommandanten von Glogau ernannt und anlässlich des Ordensfestes im Januar 1863 mit dem Roten Adlerorden III. Klasse mit Schleife ausgezeichnet. Am 12. November 1864 nahm er seinen Abschied mit dem Charakter als Generalmajor und der gesetzlichen Pension. Mit seiner Pension wurde Kessel am 22. März 1865 zur Disposition gestellt.

### Familie
Kessel verheiratete sich am 21. Juli 1844 in Kassel mit Julie Freiin von Canstein (1808–1895), verwitwete Freifrau von Buddenbrock. Aus der Ehe ging der spätere preußische Generaloberst Gustav (1846–1918) und die Tochter Margarethe (1848–1878) hervor.